# Willdenowia stokoei
Willdenowia stokoei är en gräsväxtart som beskrevs av Neville Stuart Pillans. Willdenowia stokoei ingår i släktet Willdenowia och familjen Restionaceae. Inga underarter finns listade i Catalogue of Life.